# Chelsea (Dakota del Sur)
Chelsea es un pueblo ubicado en el condado de Faulk en el estado estadounidense de Dakota del Sur. En el Censo de 2010 tenía una población de 27 habitantes y una densidad poblacional de 32,89 personas por km².

## Geografía
Chelsea se encuentra ubicado en las coordenadas 45°10′3″N 98°44′36″O / 45.16750, -98.74333. Según la Oficina del Censo de los Estados Unidos, Chelsea tiene una superficie total de 0.82 km², de la cual 0.82 km² corresponden a tierra firme y (0%) 0 km² es agua.

## Demografía
Según el censo de 2010, había 27 personas residiendo en Chelsea. La densidad de población era de 32,89 hab./km². De los 27 habitantes, Chelsea estaba compuesto por el 100% blancos, el 0% eran afroamericanos, el 0% eran amerindios, el 0% eran asiáticos, el 0% eran isleños del Pacífico, el 0% eran de otras razas y el 0% pertenecían a dos o más razas. Del total de la población el 0% eran hispanos o latinos de cualquier raza.